# Велика Северинка
Вели́ка Севери́нка — село в Україні, у Кропивницькому районі Кіровоградської області. Центр Великосеверинівської сільської громади. Населення становить 946 осіб.

## Історія
Засновника Великої Северинки звали Ігнатом Уваловим.
Станом на 1886 рік у селі Оситнязької волості Олександрійського повіту Херсонської губернії мешкало 547 осіб, налічувалось 116 дворових господарств, існувала православна церква.

## Населення
Згідно з переписом УРСР 1989 року чисельність наявного населення села становила 818 осіб, з яких 392 чоловіки та 426 жінок.
За переписом населення України 2001 року в селі мешкали 942 особи.

### Мова
Розподіл населення за рідною мовою за даними перепису 2001 року:
| Мова       | Відсоток |
| ---------- | -------- |
| українська | 92,81 %  |
| російська  | 5,92 %   |
| білоруська | 0,32 %   |
| молдовська | 0,32 %   |
| німецька   | 0,11 %   |
| інші       | 0,52 %   |

## Відомі люди
Уродженцем села є Крадожон Роман Павлович — солдат Збройних сил України, учасник російсько-української війни 2014–2015 років.